# Vitão (futbolista)
Vitor Eduardo da Silva Matos, más conocido por su apodo Vitão (Jacarezinho, 2 de febrero de 2000), es un futbolista brasileño que juega como defensa. Actualmente milita en el Sport Club Internacional del Campeonato Brasileño de Serie A.

## Estadísticas
Actualizado a 7 de enero de 2024.

### Clubes
| Club | Div.          | Temporada     | Liga  | Liga  | Estatal estatales(1) | Estatal estatales(1) | Copa nacionales(2) | Copa nacionales(2) | Copas internacionales internacionales(3) | Copas internacionales internacionales(3) | Otros | Otros | Total | Total |
| Club | Div.          | Temporada     | Part. | Goles | Part.                | Goles                | Part.              | Goles              | Part.                                    | Goles                                    | Part. | Goles | Part. | Goles |
| --- | ------------- | ------------- | ----- | ----- | -------------------- | -------------------- | ------------------ | ------------------ | ---------------------------------------- | ---------------------------------------- | ----- | ----- | ----- | ----- |
| S. E. Palmeiras · Brasil | Serie A       | 2019          | 0     | 0     | 1                    | 0                    | 0                  | 0                  | 0                                        | 0                                        | —     | —     | 1     | 0     |
| F. K. Shajtar Donetsk · Ucrania | 1.ª           | 2019–20       | 4     | 0     | —                    | —                    | —                  | —                  | 0                                        | 0                                        | —     | —     | 4     | 0     |
| F. K. Shajtar Donetsk · Ucrania | 1.ª           | 2020–21       | 10    | 0     | —                    | —                    | 0                  | 0                  | 7                                        | 0                                        | 0     | 0     | 17    | 0     |
| F. K. Shajtar Donetsk · Ucrania | 1.ª           | 2021–22       | 9     | 0     | —                    | —                    | 1                  | 0                  | 5                                        | 0                                        | 0     | 0     | 15    | 0     |
| F. K. Shajtar Donetsk · Ucrania | Total club    | Total club    | 23    | 0     | —                    | —                    | 1                  | 0                  | 12                                       | 0                                        | 0     | 0     | 36    | 0     |
| Internacional de Porto Alegre · Brasil · (cedido) | 1.ª           | 2022          | 31    | 2     | —                    | —                    | —                  | —                  | 7                                        | 0                                        | —     | —     | 38    | 2     |
| Internacional de Porto Alegre · Brasil · (cedido) | 1.ª           | 2023          | 26    | 0     | 12                   | 0                    | 3                  | 0                  | 10                                       | 0                                        | —     | —     | 51    | 0     |
| Internacional de Porto Alegre · Brasil · (cedido) | Total club    | Total club    | 57    | 2     | 12                   | 0                    | 3                  | 0                  | 29                                       | 0                                        | —     | —     | 89    | 2     |
| Total carrera | Total carrera | Total carrera | 80    | 2     | 13                   | 0                    | 4                  | 0                  | 19                                       | 0                                        | 0     | 0     | 116   | 2     |
| (1) Incluye datos de Campeonato Paulista (2019); Campeonato Gaúcho (2023). (2) Incluye datos de Copa de Ucrania (2021-22); Copa de Brasil (2023). (3) Incluye datos de Liga de Campeones (2020-22); Liga Europa (2020-21); Copa Sudamericana (2022); Copa Libertadores (2023). |               |               |       |       |                      |                      |                    |                    |                                          |                                          |       |       |       |       |

## Palmarés

### Títulos nacionales
| Título                  | Club                  | País    | Año     |
| ----------------------- | --------------------- | ------- | ------- |
| Liga Premier de Ucrania | F. K. Shajtar Donetsk | Ucrania | 2019-20 |
| Supercopa de Ucrania    | F. K. Shajtar Donetsk | Ucrania | 2021    |

### Títulos internacionales
Nota *: incluyendo la selección.
| Título              | Club (*)                 | País     | Año  |
| ------------------- | ------------------------ | -------- | ---- |
| Sudamericano Sub-15 | Brasil (sub-15) · Brasil | Colombia | 2015 |
| Sudamericano Sub-17 | Brasil (sub-17) · Brasil | Chile    | 2017 |